# Тъчпад
Тъчпад или тракпад (на английски: touchpad; trackpad) e входно устройство, което обикновено се използва при лаптопите. Предназначено е да премества курсора (стрелката, която се появява на монитора при движение на мишката), чрез движението на пръста на потребителя. Тъчпадите заместват компютърните мишки. Размерите им са разнообразни, но рядко са проектирани по-големи от 20 кв. см (около 3 кв.инча). Тъчпади могат да бъдат открити и при някои джобни компютри (PDA) или преносими медия плеъри.
Тези устройства функционират по няколко различни начина, като всички използват регистрирането на електрическия капацитет на пръста на потребителя, или по-точно промяната на електрическия капацитет между сензорите. Ето защо те не могат да усетят например молив или други подобни инструменти. Пръсти, на които има нахлузена ръкавица, са проблемни при работата, но понякога могат да проработят.
Както при мишките, така и при тъчпадите, накъдето бъде придвижена ръката или пръста, натам се движи и курсора. Освен движението, може да се изпълни и команда „Въведи“ или „Enter“ или чрез двукратно бързо потупване, или чрез отделен бутон.